# Teatre de Mendizábal
El Teatre de Mendizábal va ser un teatre de Barcelona ubicat al carrer de Mendizábal (actual carrer de la Junta de Comerç), 18. S'inaugurà el 29 d'octubre de 1864 amb Simón el marino, o, Por la marina española, sarsuela, i La tornada d'en Titó, comèdia de Francesc Camprodon. Combinava la programació de sarsueles amb les comèdies bilingües o en català de més èxit, amb funcions diàries. Tot i la popularitat de la programació, el teatre va tancar la temporada següent, i el 1865-1866 ja no se'n troben referències.